# Le Mesnil-Hardray
Le Mesnil-Hardray är en kommun i departementet Eure i regionen Normandie i norra Frankrike. Kommunen ligger i kantonen Conches-en-Ouche som tillhör arrondissementet Évreux. År 2018 hade Le Mesnil-Hardray 70 invånare.

## Befolkningsutveckling
Antalet invånare i kommunen Le Mesnil-Hardray
Referens:INSEE